# Elizabeth Keckley
Elizabeth Keckley (també Keckly) (febrer de 1818, Dinwiddie Court House, Virgínia- 26 de maig de 1907, Washington, DC) va ser una modista i autora estatunidenca. Originalment esclava, va aconseguir rescatar-se ella mateixa i el seu fill als 30 anys. Com a modista, ràpidament es va fer un nom entre les dones dels polítics nord-americans d'alt rang, i finalment es va convertir en la modista i confident de la primera dama estatunidenca, Mary Lincoln. A més, va fundar organitzacions de suport per a antics esclaus. El 1868, després del final de la Guerra Civil i de l'assassinat del president Abraham Lincoln, Keckley va publicar la seva autobiografia, Behind the Scenes, Or Thirty Years a Slave i Four Years in the White House, constituïda en part pels seus records de l'esclavitud i en part per la seva la vida amb la família Lincoln. Encara que no va tenir èxit durant la vida de Keckley, l'autobiografia encara es fa servir avui dia com a recurs per a documentar la vida familiar i domèstica de Lincoln.

## Biografia

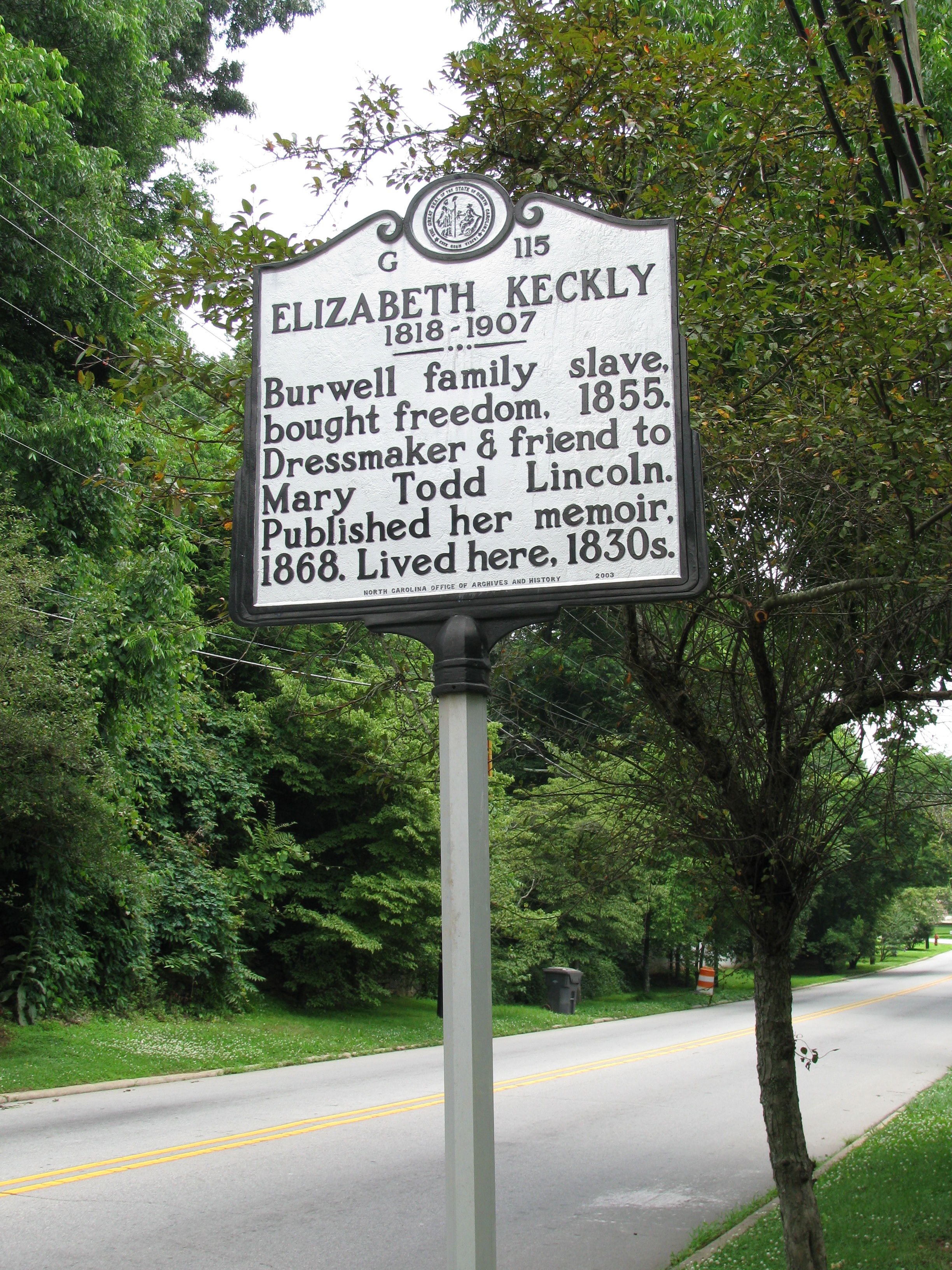
Placa commemorativa d'Elizabeth Keckley a Hillsborough, Carolina del Nord

Es desconeix la data exacta del seu naixement, ja que no era costum celebrar els aniversaris dels esclaus. La seva mare estava casada amb George Pleasant, l'esclau d'un veí a qui només se li permetia veure la seva família per Pasqua i Nadal. Els deures d'Agnes Hobbs a la llar dels seus amos incloïen la costura i Elizabeth la hi va ajudar tan bon punt va tenir l'edat. Els coneixements que va adquirir aleshores l'ajudarien més tard en la seva carrera. Finalment, els seus pares es van separar per sempre quan l'amo de Pleasant es va traslladar a l'oest, enduent-se el seu esclau amb ell. Encara que a la seva autobiografia es va referir a Pleasant com el seu pare, més tard va declarar que el seu amo, el coronel Armistead Burwell, era el seu pare veritable, la qual cosa podria explicar per què els contemporanis la descriuen com de pell bastant clara.
A l'edat de quatre anys, Keckley va ser encarregada de la filla acabada de néixer del seu amo, Elizabeth, i va ser flagel·lada per primera vegada a la seva vida quan accidentalment va balancejar el bressol amb tanta força que el nadó va caure a terra. Com altres esclaus, va experimentar separacions de famílies esclavitzades i el seu oncle es va suïcidar en lloc de confessar a l'amo la pèrdua d'instruments agrícoles. Als catorze anys va ser assignada a la casa del fill gran, Robert Burwell, i quatre anys més tard la família es va traslladar a Carolina del Nord. Allà, a instigació de la seva mestressa, Keckley va ser assotada repetidament tant per Burwell com per la directora de l'escola Bingham, per "doblegar el seu orgull tossut".
També va ser abusada sexualment durant quatre anys per l'home blanc Alexander Kirkland, amb qui va tenir un fill, George, el 1839. Kirkland va morir quan George tenia un any i mig. Anys més tard, quan Keckley va reclamar una pensió per a les mares vídues dels soldats caiguts després de la mort del seu fill, va declarar que el seu propietari l'havia casat amb Kirkland. No obstant això, en el moment del naixement de George, Kirkland estava casat amb Anne McKenzie Cameron, i en la seva autobiografia, Keckley explica records dolorosos de «l'assetjament» i la «indignes luxúries» de Kirkland. És possible, doncs, que ella només afirmés haver estat la seva dona per legitimar el seu fill i rebre la pensió.

## Carrera professional
La seva vida va millorar quan, el 1842, va treballar a la casa d'Anne Garland, una filla del coronel Burwell, i es va traslladar a Saint Louis amb la seva família. Com que, amb divuit membres, hi feien falta diners, Keckley va treballar com a modista per donar-hi suport, durant dos anys. Per mitjà de les seves habilitats, treball dur i una atractiva personalitat, aviat va aconseguir una clientela lleial, majoritàriament dones de les classes altes de la ciutat, a les quals Mary Lincoln sentiria parlar per primera vegada d'Elizabeth Keckley. Durant aquest temps, James Keckley va començar a festejar-la, i inicialment el va rebutjar, tement que els fills que tinguessin es convertissin automàticament en esclaus, com a fills d'esclaus que serien. Va començar a negociar amb els Garland un preu per la seva llibertat, amb l'esperança de comprar-se a ella mateixa i al seu fill. Després de moltes vacil·lacions, Garland va fixar el preu en 1200 dòlars.

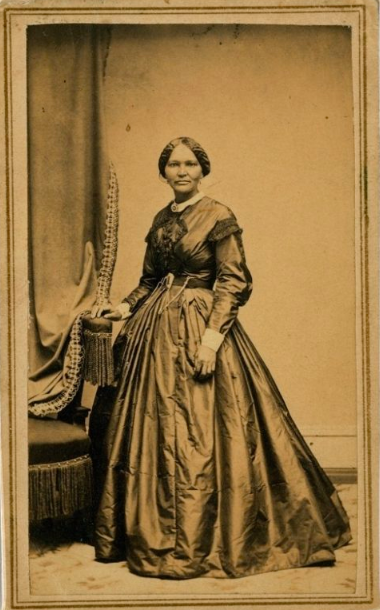
Elizabeth Keckley, 1861

Amb James Keckley assegurant a Elizabeth que era un home negre lliure i amb l'esperança de poder rescatar-se aviat juntament amb el seu fill, es va casar amb ell, probablement el 1852. Després del matrimoni, però, va resultar que ell mateix era en realitat un esclau. Keckley, més tard, s'hi va referir poc al seu marit, esmentà que hi va viure durant vuit anys i que "va resultar ser una càrrega més que una ajuda". A més del seu marit, Keckley encara havia de mantenir econòmicament la família Garland, i tot plegat la deixava amb pocs diners per al seu rescat. En aquesta situació, les seves clientes van ajudar-la, i van recaptar els 1200 dòlars que necessitava Keckley per comprar el rescat el 1855; diners que va rescabalar encara treballant com a modista.

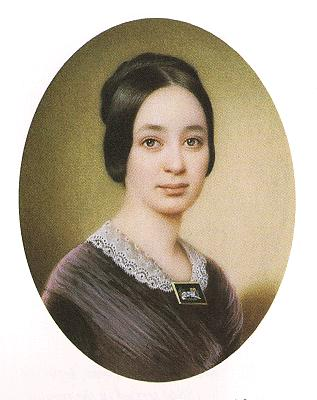
Varina Davis, clienta d'Elizabeth Keckley

Es va separar del seu marit el 1860 i es va traslladar al nord. Després d'un breu període d'ensenyament de sastreria a Baltimore, es va instal·lar a Washington, DC per a l'estiu, on va començar a treballar de nou com a modista i va obrir una botiga de confecció. Aquí també va crear ràpidament una base de clientes fidels i al novembre va ser contractada com a modista per Varina Davis, esposa del senador Jefferson Davis, futur president dels Estats Confederats d'Amèrica. Per ella, Keckley finalment es va assabentar que la guerra era imminent, però després d'algunes deliberacions va declinar l'oferta d'acompanyar la família Davis al sud.
El veritable avenç de Keckley va arribar quan va fer un vestit a mida per a la Sra. Lee per a la recepció del príncep de Gal·les britànic, el futur Eduard VII. La senyora Lee la va recomanar a altres dones que també assistien a la recepció i Keckley va passar a treballar per a Adele Cutts, esposa de Stephen A. Douglas. A causa de les comandes més ben pagades, aviat va tenir ingressos regulars, però les demandes de les seves clientes també creixien i s'esperava que completés els encàrrecs amb poca antelació i treballant de nit, i que en mantingués l'alta qualitat. A canvi d'una d'aquestes tasques d'última hora, una clienta va recomanar Keckley a Mary Lincoln, poc després que el seu marit fos elegit president. Com a nova primera dama, Mary Lincoln necessitava una modista per a un vestuari representatiu i el març de 1861 va escollir Keckley entre altres aspirants.

## El seu estil
En una època victoriana en què es duien les puntes i els volants, els vestits de Keckley es basaven en un disseny simple, sobri i elegant, en un estil alhora minimalista i sofisticat. Les seves clientes valoraven el seu criteri i es deixaven aconsellar per ella. Els vestits de Keckley eren molt cars, però en una certa època van ser els més cobdiciats a Washington, segons Elizabeth Way, investigadora de la Smithsonian Institution.

## Compromís social
Tot i que Keckley va mantenir bon tracte amb la família Garland i altres sudistes blancs després del seu rescat, la seva autobiografia revela que considerava incorrecta la institució de l'esclavitud. Es va referir als esclaus com a «milions d'atrapats en una servitud sense esperança, encadenats i lligats amb cadenes més fortes i més pesades que les manilles de ferro» i el destí del seu fill en particular li va il·lustrar de manera vívida com era d'arbitrària la pràctica de l'esclavitud, especialment en el cas de les races mixtes. Ella mateixa probablement era filla d'un home blanc i el seu fill també tenia un pare blanc. De fet, tenia la pell tan clara que va ser acceptat a l'exèrcit de la Unió com a soldat blanc. Tot i així, l'estatus de la seva mare l'havia condemnat originàriament a l'esclavitud.

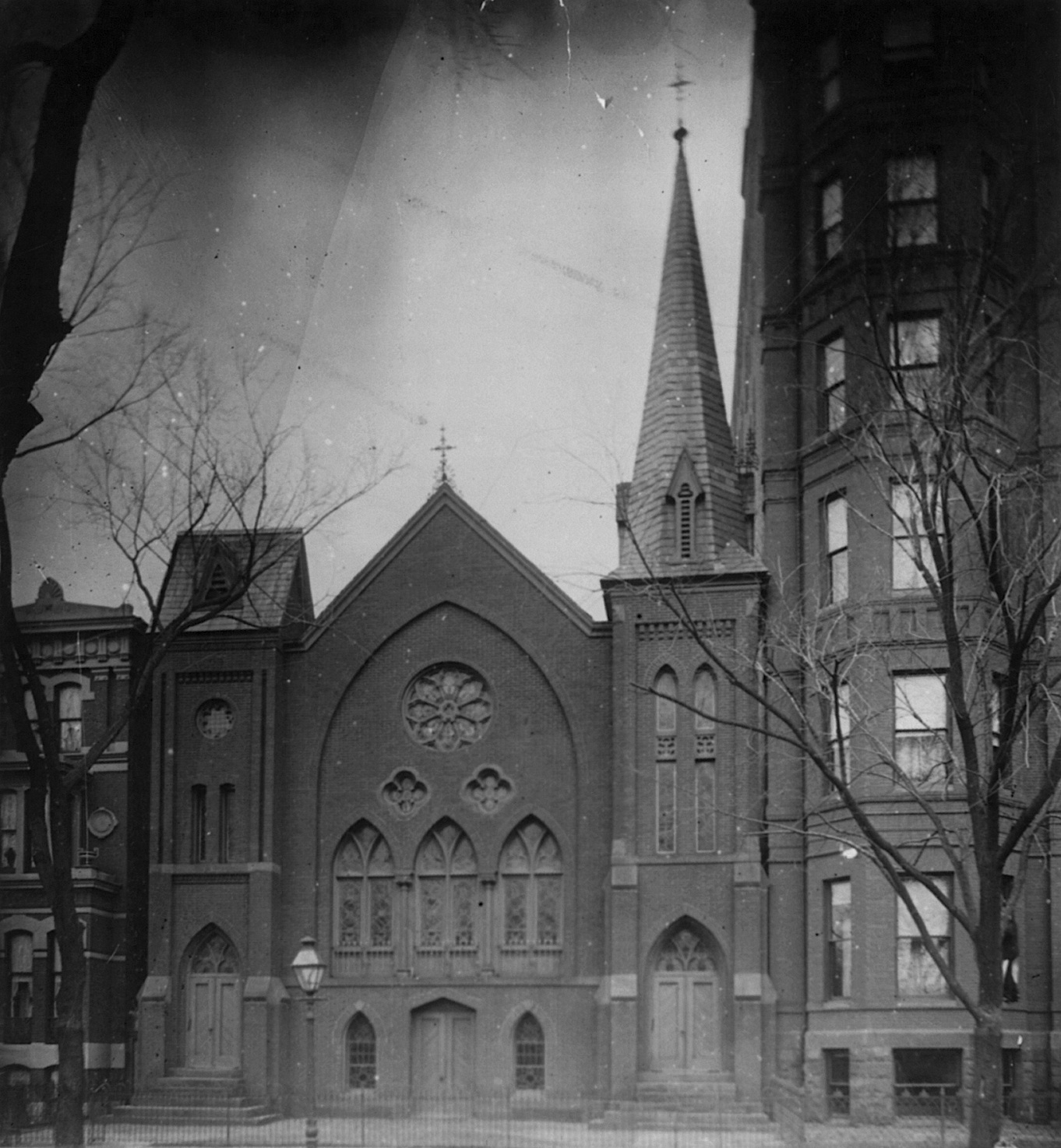
Església presbiteriana del carrer Fifteenth cap al 1899

A partir de 1862, antics esclaus van començar a concentrar-se cap al nord. Tot i que Lincoln no havia donat als seus oficials autoritat per alliberar esclaus, els soldats van argumentar que podien ser utilitzats com a mà d'obra per l'Exèrcit Confederat per construir trinxeres. Per tant, els esclaus no van ser alliberats oficialment, sinó confiscats com a mercaderies prohibides, en contrabans anglesos. Molt pocs dels contrabans tenien amics o familiars al nord, i molts es van deixar sols perquè la societat blanca mostrava poc interès a integrar-los.
Keckley, en canvi, pertanyia a l'elit dels afroamericans lliures i va poder ajudar altres persones negres. Era amiga dels principals líders dels drets civils afroamericans, com Frederick Douglass i Henry Highland Garnet. Inspirada per la recaptació de fons per als soldats ferits, Keckley va decidir organitzar societats d'ajuda per als contrabans, donades per patrocinadors negres. La seva idea va ser ben rebuda a l'església presbiteriana del carrer Fifteenth i dues setmanes més tard es va formar la Contraband Relief Association, formada per quaranta membres. L'església va establir les primeres escoles públiques per a nens afroamericans, inclosa la Colored Mission Sabbath School.
Keckley va aprofitar un viatge de Mary Lincoln a Nova York i Boston el setembre de 1862 per establir contactes entre els negres lliures de les ciutats i per assegurar la seva ajuda per a l'organització. Una branca de l'organització es va formar a Boston sota la direcció de les esposes del reverend Leonard A. Grimes i del reverend Martin. A partir d'aquí, Keckley i l'organització van rebre més de vuitanta trameses d'ajuda durant la guerra, donades per negres lliures. A Nova York, el pastor negre Henry Highland Garnet va organitzar una reunió a la seva església, i el mateix Frederick Douglass va ajudar Keckley a recaptar diners i fer conferències en nom de l'organització. A través dels seus contactes, la Contraband Relief Association també va rebre fons del Regne Unit. Abraham i Mary Lincoln també donaven diners regularment. Un any després de la seva creació, l'organització va ser rebatejada com a Fons de socors per a lliberts i soldats. La mateixa Keckley es va convertir en presidenta de l'organització i va ocupar aquest càrrec des de la fundació de l'associació fins a la publicació de la seva autobiografia.

## Amistat amb Mary Lincoln

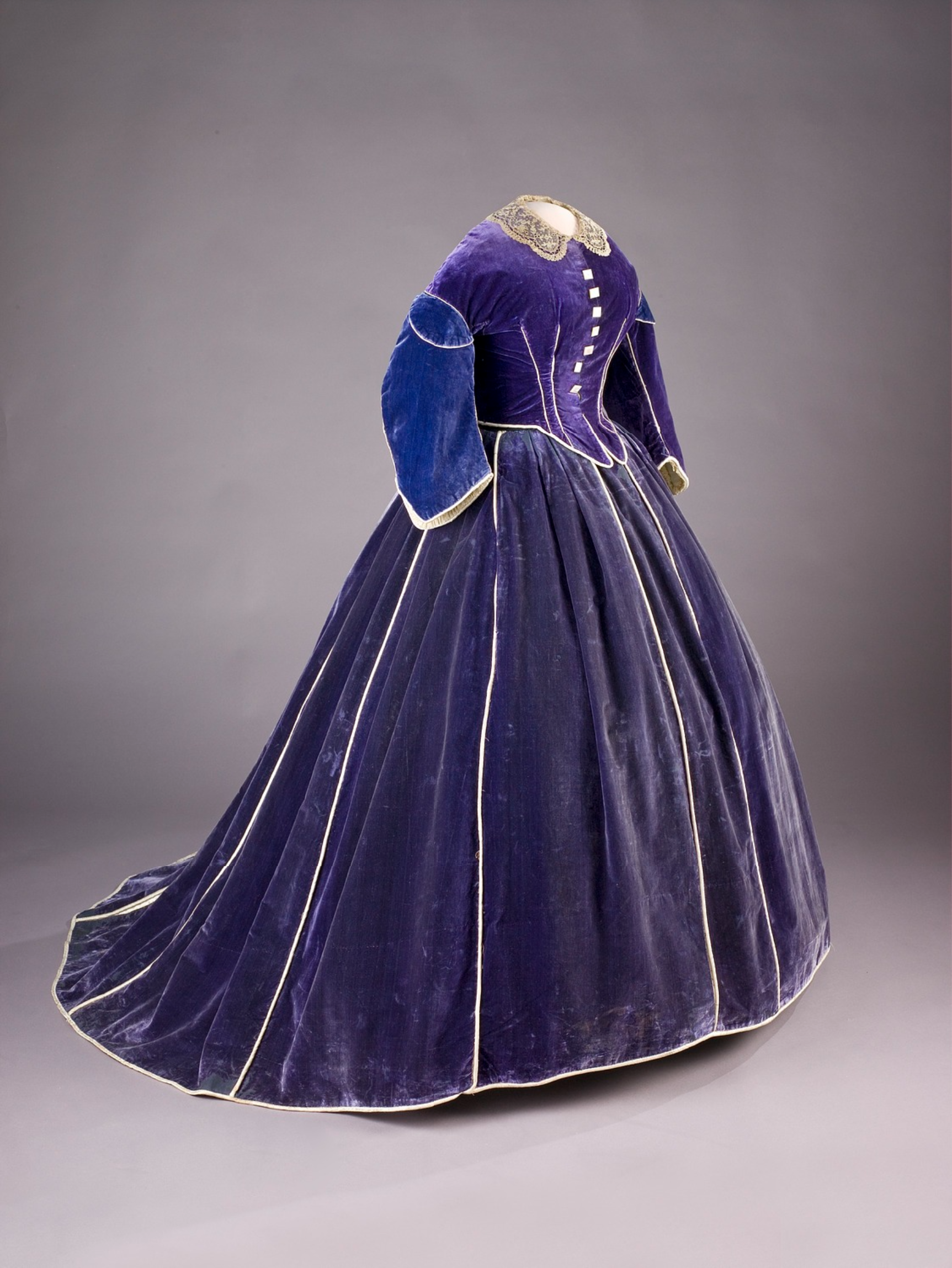
Vestit de vellut morat amb rivets de setí blanc i botons de nacre per a Mary Lincoln fet per Elizabeth Keckley, 1861 (Museu Smithsonian, EUA)

Tot i que les males llengües van titllar Mary Lincoln de vulgar i sense educació, Keckley va trobar que el seu comportament era gràcil i confiat com a primera dama. Les dues dones es van fer amigues i Mary Lincoln aviat va començar a anomenar Keckley "Lizabeth" en privat. En la seva primera primavera com a modista de Mary Lincoln sola, Keckley li va fer uns quinze vestits. Totes dues es van unir especialment quan el fill de Lincoln, Willie, va emmalaltir greument i Keckley va donar suport a la seva mare. Quan el noi va morir, Keckley va ajudar a preparar el cos per a l'enterrament, ja que Mary Lincoln estava paralitzada de dolor. Keckley també havia perdut recentment el seu fill a la batalla de Wilson's Creek, i Mary Lincoln li havia donat suport en la seva pèrdua.

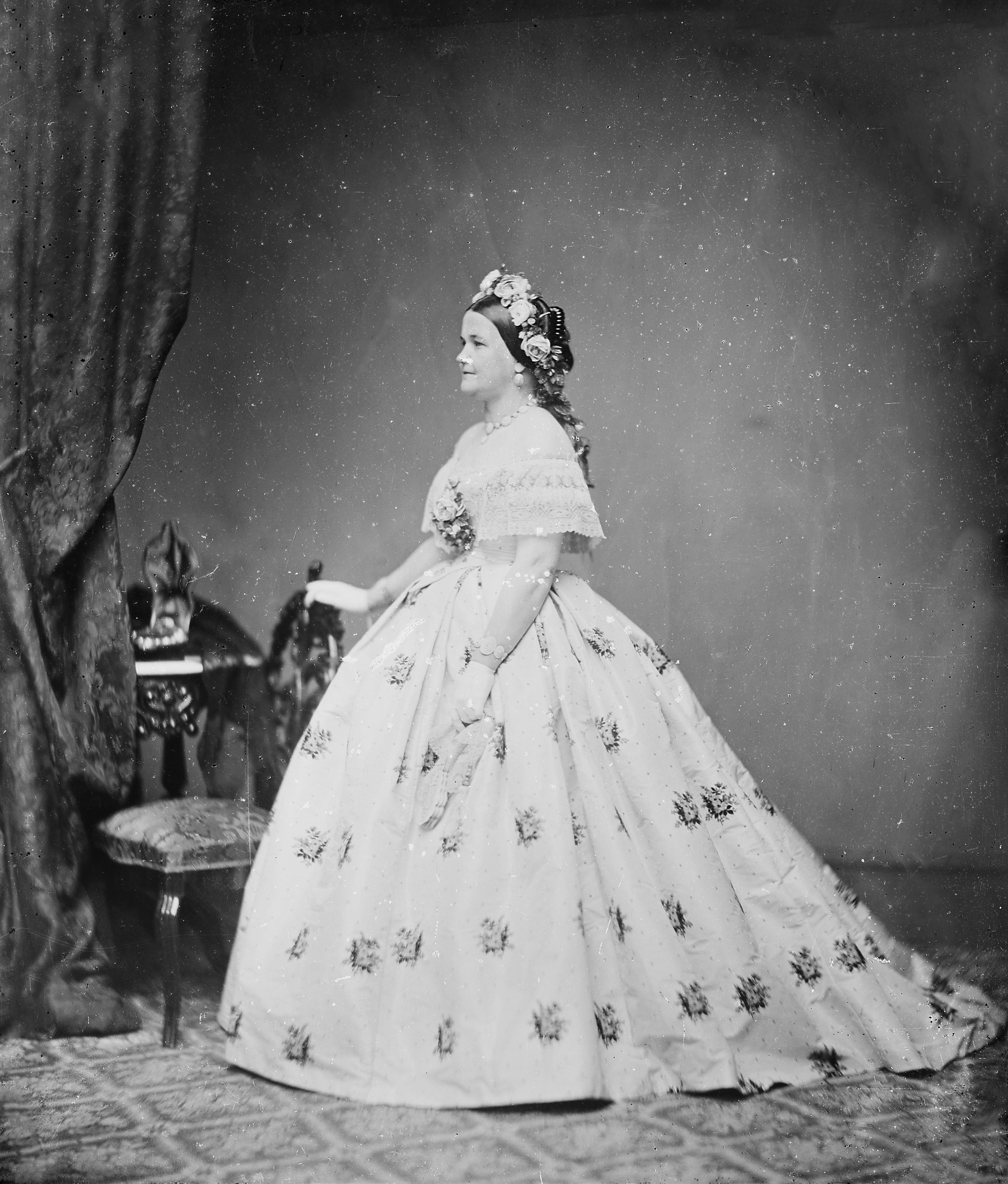
Mary Lincoln amb un vestit fet a mida per Elizabeth Keckley

Keckley també va defensar Mary Lincoln contra els càrrecs de simpatia secreta del sud. Malgrat tota la familiaritat entre les dues dones, però, Keckley encara insistia que Mary Lincoln i altres dames de la seva classe eren socialment superiors a ella. «És més coherent amb la seva dignitat enviar-me a buscar i fer-me venir a ells que no pas que vinguin a veure'm.» Keckley també va ser una de les poques persones que sabia dels deutes de Mary Lincoln. En un intent de ser una digna representant, la primera dama va comprar molts vestits, però no va poder pagar-ne la major part. L'any 1864, els seus deutes ja eren de 27.000 dòlars, que avui equivaldrien a uns 420.000.
Keckley també va desenvolupar una relació amistosa amb Abraham Lincoln. La personalitat del president la va impressionar, i ella va demanar, com a record, el guant dret de Lincoln, que va portar a la primera recepció després de la seva segona investidura.
Després de la caiguda de la capital confederada de Richmond l'abril de 1865, Keckley va acompanyar Mary Lincoln allà i va poder seure a la cadira del president destituït Jefferson Davis a l'edifici del Congrés. Una mica més tard, el dia 14 d'abril, Abraham Lincoln va ser assassinat. La seva vídua, destrossada, va enviar immediatament a buscar Keckley, que va arribar el matí després de l'assassinat. Durant els dies vinents, Mary Lincoln es va retirar completament, només tolerant els seus fills i Keckley.
Keckley va ajudar una Mary Lincoln devastada a fer les maletes i a desallotjar la Casa Blanca per al successor de Lincoln, Andrew Johnson. En fer-ho, va rebre l'abric i el barret de Mary Lincoln, que la primera dama havia fet servir durant l'assassinat. Keckley més tard va donar aquests articles, juntament amb el raspall, la pinta i el guant, en benefici de la Universitat de Wilberforce. El deute de Mary Lincoln havia crescut fins als 70.000 dòlars (entre 864.000 i 1.220.000 dòlars en els temps moderns) i l'antiga primera dama tenia seriosos problemes per pagar les factures. Malgrat les objeccions de Keckley, va insistir que l'acompanyés a Chicago, encara que això també va suposar dificultats econòmiques per a Keckley, que va haver de tancar la seva botiga. Keckley va ajudar Mary Lincoln i els seus fills a establir-se a la seva nova llar abans de tornar a Washington, DC. Va reprendre el seu negoci cosint per a les filles del president Johnson, Martha i Mary, entre d'altres. També el 1866 va visitar la família Garland.
El març de 1867, Mary Lincoln va demanar ajuda a Keckley. Encara sense diners, tenia previst vendre la roba que portava com a primera dama per millorar la seva situació. Amb aquesta finalitat, va proposar una reunió a Nova York per trobar-hi un distribuïdor de roba. Keckley va passar dies buscant distribuïdors de segona mà, però no es va materialitzar-hi cap acord. Finalment, Mary Lincoln va seguir les instruccions de la companyia Brady and Keyes, que va utilitzar la seva roba per a una exposició, un moviment que el públic va trobar molt inadequat. La seva afició pels vestits escotats va ser ridiculitzada i en general se la considerava extravagant i sospitosa d'encoratjar la corrupció a la Casa Blanca. Tot i que Keckley va intentar explicar els motius de Mary Lincoln, van tenir poc efecte. Pel bé de Mary Lincoln, Keckley es va quedar a Nova York però va haver d'acceptar encàrrecs de costura per mantenir-se. Les seves oficines es trobaven a casa d'Amelia Lancaster, una esteticista de l'elit de Nova York, i al costat del saló de Madame Ester, també famosa perruqueria afroamericana que «va servir a la millor gent de la ciutat i dels voltants».

## L'autobiografia

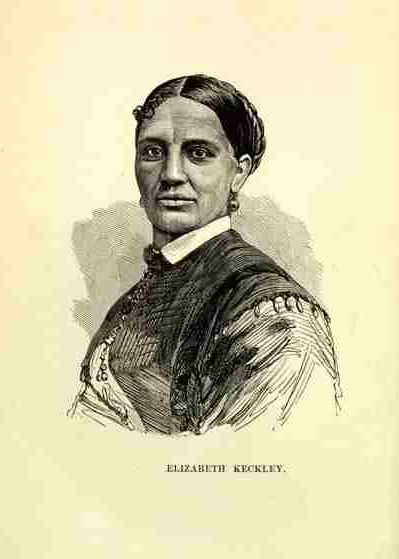
Gravat d'Elizabeth Keckley a la seva autobiografia

El 1868, Keckley va publicar la seva autobiografiaː Behind the Scenes, Or Thirty Years a Slave i Four Years in the White House (Entre bastidors, o Trenta anys a l'esclavitud i quatre a la Casa Blanca). Elizabeth Keckley va perdre molts diners quan Mary Lincoln no va poder vendre el seu armari. Va haver de tancar la botiga durant aquest temps per donar suport activament a la primera dama. En la seva difícil situació financera, Lincoln no va poder pagar-li cap compensació pels seus serveis, i Keckley es va veure obligada «a escriure de dia i de nit». A més de la història dels seus orígens en l'esclavitud, el llibre també va cobrir la vida de Keckley amb la família Lincoln, en particular la seva amiga Mary Lincoln, de qui estava intentant explicar la motivació per vendre els seus vestits.

Es discuteix si Keckley va escriure el llibre ella mateixa o va dictar les seves memòries. Segons un testimoni, Keckley va transmetre a James Redpath la seva història i ell la va explicar, donant-li els textos acabats per a la seva inspecció. No obstant això, no hi ha dubte que la història de Keckley és autèntica, ja que la majoria dels esdeveniments també es poden trobar en altres fonts. Segons les seves pròpies declaracions, Keckley va intentar guanyar la simpatia per a Mary Lincoln i les seves condicions de vida deteriorades amb la publicació del llibre. També va intentar donar suport econòmic a Mary Lincoln amb els ingressos que se'n derivessin. Keckley havia recolzat els seus esforços per vendre el seu armari i també estava disposada a restaurar la seva pròpia reputació. Tanmateix, James Redpath va trencar la seva promesa de mantenir confidencials les cartes de Mary Lincoln i les va publicar a l'apèndix del llibre, no se sap si conscientment o per incompetència.

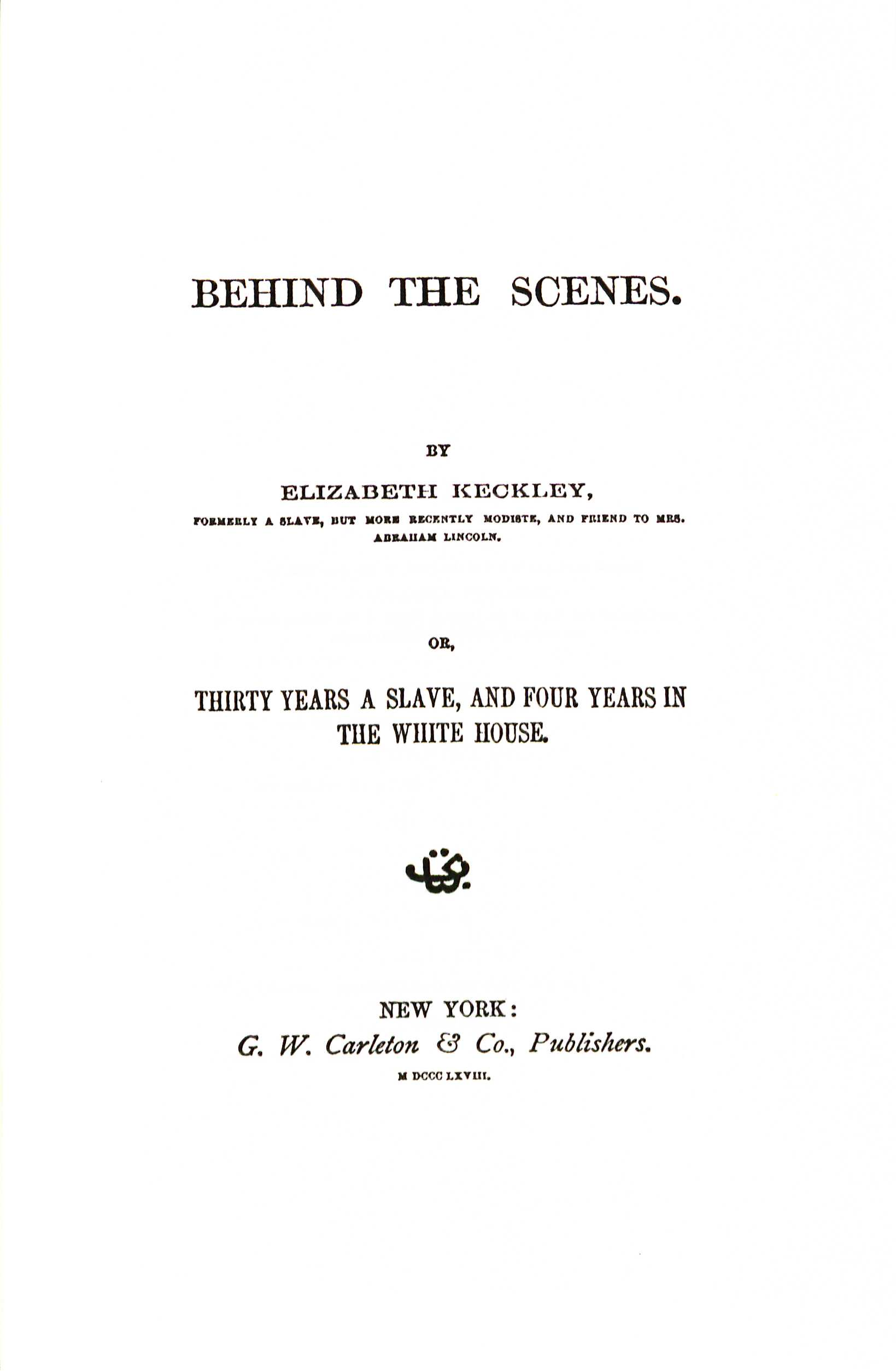
Entre bastidors (1868)

El seu llibre, el testimoniatge més valuós actualment sobre la vida domèstica del president Lincoln, potser es va considerar l'abús d'una negra que es va prendre massa llibertats. I potser en aquell moment Keckley va gosar propugnar un esperit de reconciliació. En qualsevol cas, l'autobiografia va provocar un escàndol. L'antiga primera dama va considerar que la publicació de les seves cartes era una violació de la confiança i una humiliació, i el seu fill, Robert Todd Lincoln, va intentar impedir que el llibre es distribuís. Tot i que el llibre no va tenir una gran difusió i distribució, va ser esmentat en molts diaris nord-americans. Els crítics van qualificar Keckley com una «traïdora» que s'havia lliurat a «tafaneries». Les possibles raons d'aquesta animositat són l'intent de Keckley de guanyar diners amb el llibre i el fet de violar les regles que regeixen les interaccions entre dones blanques i negres. La publicació li va costar molts clients i la seva amistat amb Mary Lincoln.

## Els darrers anys
Després de la publicació de la seva autobiografia, Keckley va intentar reprendre el seu negoci al Districte de Columbia, però la seva popularitat havia patit molt. Per aquest motiu, va viure una vida molt retirada, dedicada a formar modistes.

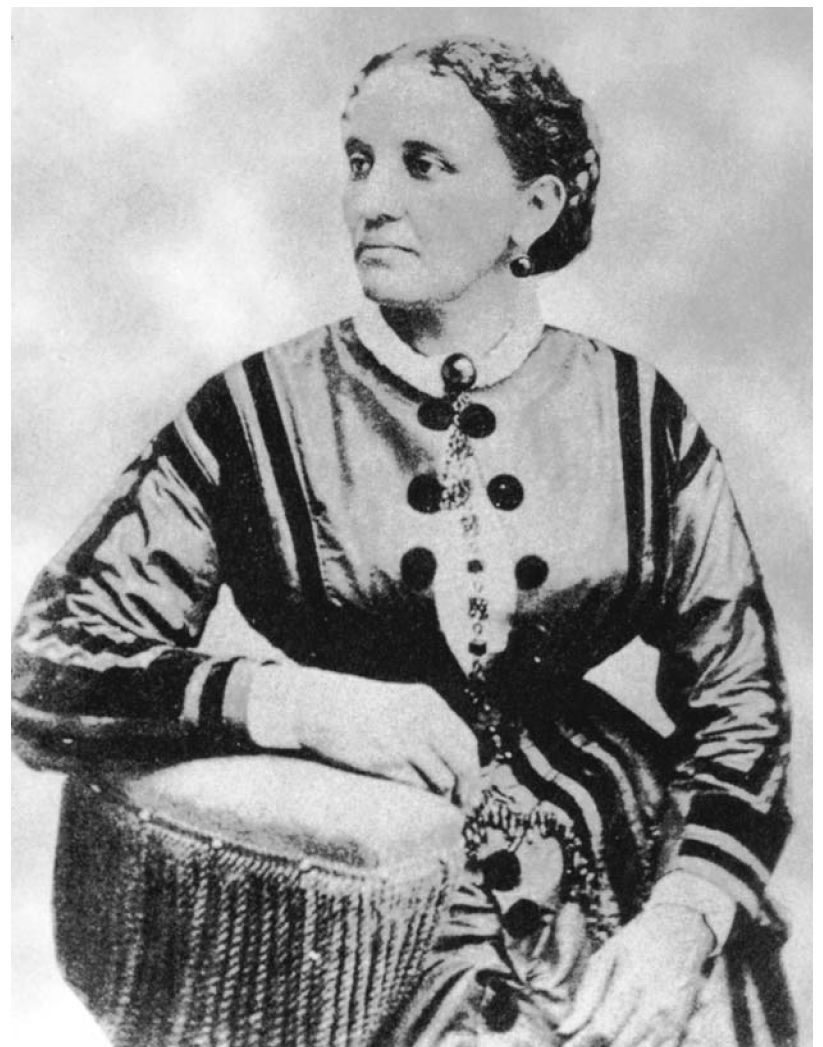
Elizabeth Keckley cap al 1870

El 1892, Keckley va obtenir feina com a cap del Departament de Costura i Arts de la Ciència Domèstica a la Universitat de Wilberforce. Amb aquesta finalitat, es va traslladar a Xènia, on va ensenyar confecció. El 1893 va ser responsable de presentar la universitat a l'Exposició Mundial de Columbia, on es van exposar peces fetes per les seves alumnes i un coixinet de les agulles fet per ella. No és clar quant de temps va viure a Ohio. Algunes fonts diuen que s'hi va quedar fins al voltant de 1898. Segons altres, un ictus la va obligar a dimitir al cap de dos anys. Després d'una breu estada a Filadèlfia, finalment va tornar a Washington, DC. Va passar els seus darrers anys a la Llar per a dones i nens de color indigents, que ella mateixa havia ajudat a muntar. Anna Eliza Williams, una empleada de la llar, li va preguntar sobre el seu llibre i si podia veure'l. Keckley va respondre que «la seva edició es va perdre» i «que el llibre li havia causat molta pena i li havia costat molts amics». En una entrevista al Minneapolis Register de 1901 Keckley va dir del seu llibre: «Vaig imprimir moltes coses que no s'havien d'imprimir; moltes coses que causaven patiment perquè estaven equivocades». La ruptura amb Mary Lincoln la va ocupar fins al final de la seva vida i una foto de la primera dama va estar penjada a la seva habitació fins al final. Va dir als amics en els darrers anys que Mary Lincoln l'havia perdonat, tot i que no hi ha proves històriques d'això.
El 26 de maig de 1907 Elizabeth Keckley va morir mentre dormia. Va ser enterrada al cementiri d'Harmony.

## Recreacions modernes
Elizabeth Keckley és la protagonista de les novel·les Mrs Keckley Sends Her Regards, de Tim Jorgenson (2007), i Mrs. Lincoln's Dressmaker, de Jennifer Chiaverini (2013).
Gloria Reuben va interpretar Elizabeth Keckley a la pel·lícula Lincoln, de Steven Spielberg.
L'obra de teatre Mary T. i Lizzy K, de Tazewell Thompson, explora l'amistat entre les dues dones.

## Obra
- Behind the Scenes. Or, Thirty Years a Slave, and Four Years in the White House. G.W. Carleton Co. Publishers, Nova York 1868, versió en línia